# Célia Le Mouël
Célia Le Mouël (Saint-Malo, 20 juli 2000) is een Frans wielrenster.

## Carrière
In 2022 werd Le Mouël nationaal kampioene tijdrijden bij de beloften. Een seizoen later maakte ze de overstap naar St Michel-Mavic-Auber93. Namens die ploeg reed ze dat jaar onder meer Parijs-Roubaix, waar ze buiten de tijdslimiet over de finish kwam, en de RideLondon Classique. Eind juli van dat jaar debuteerde ze in de Ronde van Frankrijk, waar ze na acht etappes op plek 88 in het algemeen klassement eindigde.
Na twee seizoenen bij de Franse ploeg maakte Le Mouël in 2025 de overstap naar de Duitse WorldTourploeg CERATIZIT. Haar debuut maakte ze op Mallorca, waar ze deelnam aan drie manches van de Challenge Mallorca.

## Overwinningen
2022
 Frans kampioene tijdrijden, Beloften

## Resultaten in voornaamste wedstrijden
| Jaar | Ronde van Italië | Ronde van Frankrijk | Ronde van Spanje |
| ---- | ---------------- | ------------------- | ---------------- |
| 2023 |                  | 88e                 |                  |
| 2024 |                  | 65e                 |                  |
| 2025 |                  | 56e                 |                  |

| Jaar | Parijs-Roubaix | Amstel Gold Race | Luik-Bast.‑Luik |
| ---- | -------------- | ---------------- | --------------- |
| 2023 | buit.tijd      |                  |                 |
| 2024 | opgave         |                  | opgave          |
| 2025 |                | 73e              | 73e             |

## Ploegen
- 2020 –  Stade Rochelais Charente-Maritime Women Cycling
- 2021 –  Charente-Maritime Women Cycling
- 2022 –  Emotional.fr-Tornatech-GSC Blagnac VS31
- 2023 –  St Michel-Mavic-Auber93
- 2024 –  St Michel-Mavic-Auber93
- 2025 –  CERATIZIT Pro Cycling Team

Alonso · Brauße · Burlová · Van Dam · Eberle · Fiorin · Hartmann (vanaf 14/3) · Hashimi · Hengeveld · Jaskulska · Miermont · Le Mouel · De Zoete · Zsankó